# Parafia prawosławna Opieki Matki Bożej w Sławatyczach
Parafia Opieki Matki Bożej – parafia prawosławna w Sławatyczach, w dekanacie Terespol diecezji lubelsko-chełmskiej.
Na terenie parafii funkcjonuje 1 cerkiew:
- cerkiew Opieki Matki Bożej w Sławatyczach – parafialna

## Historia
Wspólnota prawosławna w Sławatyczach była już wzmiankowana w dokumentach z XVI w., związanych z założeniem grodu. Na początku XX w. obejmowała swym zasięgiem obszar dzisiejszych wsi Sławatycze, Sławatycze-Kolonia, Kuzawka, Janówka, Liszna, Sajówka, Żeszczynka. W 1923 parafia liczyła około 2000 wiernych.
Działalność wspólnoty przerwała II wojna światowa, a następnie akcja „Wisła” (1947). Parafia została reaktywowana po 1956, jednak jeszcze przez wiele lat nie miała stałego proboszcza. Znajdowała się wtedy pod opieką mnichów z klasztoru św. Onufrego w Jabłecznej. Obecnie parafię sławatycką tworzy niemal 60 osób, które po zakończeniu akcji „Wisła” wróciły na swoją ojcowiznę.

## Wykaz proboszczów
- – o. ihumen Jerzy (Siewiereniuk)
- – ks. Anatol Martyniuk
- 1992–1999 – o. Paisjusz (Martyniuk)
- od 2000 – ks. Michał Wasilczyk